# Volkspark Prenzlauer Berg

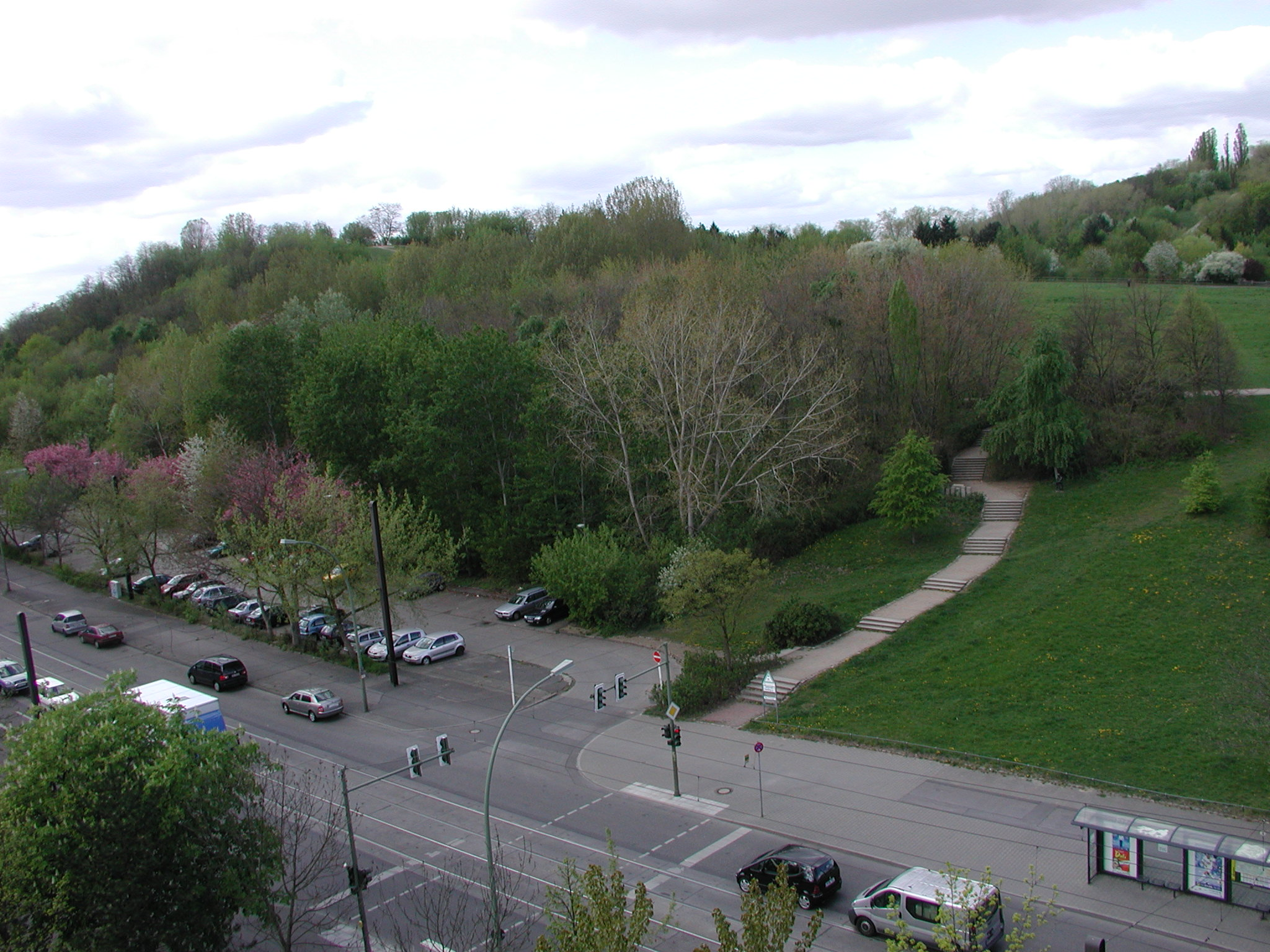
Volkspark Prenzlauer Berg

Volkspark Prenzlauer Berg, ontstaan uit de vroegere Oderbruchkippe (een vuilstortplaats), is een park in het oostelijke deel van het Berlijnse district (Verwaltungsbezirk) Pankow, stadsdeel Prenzlauer Berg. Het park is op zijn hoogste punt (genaamd "Hohes Plateau") 89 meter boven zeeniveau. Het park wordt begrensd door de volgende straten: Süderbrokweg, Sigridstraße, Schneeglöckchenstraße, Maiglöckchenstraße, Oderbruchstraße/Hohenschönhauser Straße en in het noorden door het volkstuincomplex Am Prenzlauer Berg e.V..

## Geschiedenis
Op het grondgebied van het huidige park bevond zich tot het einde van de 19e eeuw landbouwgrond en braakliggend terrein. Rond 1920 ontstond hier een kleine villawijk en een grote volkstuinterrein.
Als na de Tweede Wereldoorlog plaats wordt gezocht voor het dumpen van puin uit de gebombardeerde binnenstad (Berlin-Mitte), besluit het Berlijnse stadsbestuur om op het tot dan toe als volkstuincomplex benutte stuk grond tussen de Oderbruchstraße en de Schneeglöckchenstraße een vuilstortplaats aan te leggen. De stortplaats werd vernoemd naar een van de straten waaraan zij lag, en kreeg daarom de naam Oderbruchkippe.
Vanaf 1963, toen alle volkstuinen geruimd waren, bracht men met vrachtauto's en de Trümmer-Straßenbahn (een tram die bestemd was om puin te vervoeren) ongeveer 5 miljoen kubieke meter puin naar de stortplaats.
In 1967 begon men met het beplanten van het circa 30 ha grote terrein met verschillende soorten bomen uit Europa.
Nadat men het terrein beplant had en ook de aanleg van een natuurleerpad klaar was, kreeg de stortplaats in 1969 de naam Volkspark Prenzlauer Berg.

## Recreatieaanbod
Door de beplanting en het feit dat er in het park een kinderspeelplaats is, wordt het park voornamelijk gebruikt voor recreatiedoeleinden. Men kan er hardlopen, wandelen, vliegeren en 's winters (als het sneeuwt) rodelen.
Bovendien heeft het park de functie van groene long voor het omliggende woongebied.

## Kunst in het park
In de jaren tachtig van de 20e eeuw richtte men in het park een standbeeld op voor de Kampfgruppen der Arbeiterklasse, een paramilitaire organisatie uit de tijd van de DDR. Rond 1991 werd het standbeeld verwijderd.
Er is in het park echter nog steeds kunst te vinden. Verschillende beeldhouwers werden in de tweede helft van de 20e eeuw gevraagd kunst te ontwerpen voor het park. De volgende werken zijn nog altijd bij de ingangen van het park te vinden:
- Vater und Sohn – Een bronzen beeld van Stefan Horota, 1970/71,
- Rodelnde Kinder – Bronzen figuren van Erwin Damerow, 1972,
- Junger Fuchs – Een bronzen figuur van Stefan Horota, 1972,
- Bär – Een kunstwerk van Erwin Damerow, 1973,
- Sitzender Junge – Een bronzen figuur van Werner Stötzer, in 1956 gemaakt en in 1991 naar het Volkspark Prenzlauer Berg verplaatst,
- Aus der Entstehungsgeschichte des Parks – Een bronzen kunstwerk van circa 10 meter lang van Birgit Horota, 1971-73.